# Víctor Estrada
Victor Manuel Estrada Garibay (Heroica Matamoros, 28 de outubro de 1971) é um taekwondista mexicano, tricampeão pan-americano.
Víctor Estrada competiu nos Jogos Olímpicos de 2000 e 2004 , na qual conquistou a medalha de bronze, em 2000.